# Prezidentské volby na Slovensku 2014
Volba prezidenta Slovenské republiky v roce 2014 byla čtvrtou přímou volbou hlavy státu Slovenské republiky. První kolo se konalo 15. března, druhé 29. března 2014.
Petiční archy s 15 tisíci občanských podpisů anebo návrhy alespoň patnácti poslanců bylo nutné odevzdat do 9. ledna 2014 předsedovi Národní rady SR. Oficiálně kandidovalo čtrnáct kandidátů: Gyula Bárdos, Jozef Behýl, Ján Čarnogurský, Robert Fico, Viliam Fischer, Pavol Hrušovský, Ján Jurišta, Andrej Kiska, Milan Kňažko, Stanislav Martinčko, Milan Melník, Helena Mezenská, Radoslav Procházka a Jozef Šimko. Předchozí prezident Ivan Gašparovič ve volbách již kandidovat nemohl.
Nový prezident Andrej Kiska byl inaugurován 15. června 2014.

## Oficiální kandidáti
|  | Portrét         | Jméno               | Kandidující za | Ostatní                                          |
|  | --------------- | ------------------- | --- | ------------------------------------------------ |
|  | Gyula Bárdos    | Gyula Bárdos        | Strana maďarskej komunity – Magyar Közösség Pártja (SMK-MKP)                                                          | předseda CSEMADOKu                               |
|  |                 | Jozef Behýl         | nezávislý občanský kandidát                                                                                           |                                                  |
|  |                 | Ján Čarnogurský     | nezávislý občanský kandidát                                                                                           | zakladatel KDH                                   |
|  |                 | Robert Fico         | SMĚR – sociální demokracie (Smer-SD)                                                                                  | bývalý premiér, předseda Smer-SD                 |
|  |                 | Viliam Fischer      | nezávislý občanský kandidát                                                                                           | kardiolog                                        |
|  | Pavol Hrušovský | Pavol Hrušovský     | Kresťanskodemokratické hnutie (KDH) MOST-HÍD Slovenská demokratická a kresťanská únia - Demokratická strana (SDKÚ-DS) | poslanec NR SR, předseda parlamentní frakce KDH  |
|  |                 | Ján Jurišta         | Komunistická strana Slovenska (KSS)                                                                                   | bývalý velvyslanec v Argentině                   |
|  |                 | Andrej Kiska        | nezávislý občanský kandidát                                                                                           | filantrop, podnikatel                            |
|  |                 | Milan Kňažko        | nezávislý občanský kandidát                                                                                           | herec, bývalý ministr kultury                    |
|  |                 | Stanislav Martinčko | Koalícia občanov Slovenska (KoS)                                                                                      | předseda KoS                                     |
|  |                 | Milan Melník        | nezávislý občanský kandidát                                                                                           |                                                  |
|  |                 | Helena Mezenská     | nezávislá občanská kandidátka Obyčejní lidé a nezávislé osobnosti (OĽaNO)                                             | poslankyně NR SR                                 |
|  |                 | Radoslav Procházka  | nezávislý občanský kandidát                                                                                           | nezávislý poslanec NR SR, do února 2013 člen KDH |
|  |                 | Jozef Šimko         | Slovenská moderná spoločnosť (SMS)                                                                                    | současný primátor Rimavské Soboty                |

## Průzkumy
| Datum                      | Agentura | Kandidáti | Kandidáti | Kandidáti | Kandidáti | Kandidáti | Kandidáti   | Kandidáti | Kandidáti | Kandidáti | Kandidáti | Kandidáti |
| -------------------------- | -------- | --------- | --------- | --------- | --------- | --------- | ----------- | --------- | --------- | --------- | --------- | --------- |
| Datum                      | Agentura | Fico      | Kiska     | Kňažko    | Hrušovský | Procházka | Čarnogurský | Osuský    | Bárdos    | Mezenská  | Fischer   | Šimko     |
| 27. srpen – 27. září 2013. | Focus    | 38,4      | 20        | N/A       | 17,3      | 11,7      | 8           | 3,8       | N/A       | N/A       | N/A       | N/A       |
| 10.–15. leden 2014.        | Focus    | 40        | 13        | 11,8      | 8,2       | 7,7       | 4,3         | 1,1       | 5,3       | 5,5       | 1,8       | 0,7       |
| leden 2014                 | Median   | 38,8      | 18,6      | 12,9      | 5,7       | 9,9       | 1,9         | 0,6       | 2,6       | 5,6       | 2,1       | 0,6       |
| 24. leden – 2. únor 2014   | Polis    | 40,5      | 15,3      | 10,1      | 9,1       | 9,2       | 3           | N/A       | 4,3       | 3,7       | 1,3       | N/A       |
| 17.–21. únor 2014          | Median   | 35,8      | 32,6      | 7,5       | 3,4       | 9,2       | 2           | –         | 3,3       | 3,3       | N/A       | N/A       |
| 16.–22. únor 2014          | Polis    | 38,8      | 23        | 9,5       | 6,8       | 9,5       | 2,2         | –         | 4,3       | 2,1       | N/A       | N/A       |
| únor/březen 2014           | MVK      | 38        | 23        | 8         | 9         | 11,5      | 1,5         | –         | 4,5       | 2         | N/A       | N/A       |
| 25. únor – 3. březen 2014  | Focus    | 35        | 23,8      | 9,7       | 7,9       | 9,9       | N/A         | –         | 5,3       | N/A       | N/A       | N/A       |
| 2.–7. březen 2014          | Polis    | 37,8      | 26,4      | 11,2      | 5,2       | 8,1       | 2,5         | –         | 4,5       | N/A       | N/A       | N/A       |
| 5.–9. březen 2014.         | Focus    | 36,1      | 27,1      | 11,1      | 5         | 10        | 1,3         | –         | 4,3       | 2,6       | 0,7       | 0,5       |

## Výsledky

Výsledky prvního kola podle krajů:
Andrej Kiska (2)
Robert Fico (6)

Výsledky prvního kola podle okresů:
Andrej Kiska (17)
Gyula Bárdos (4)
Milan Kňažko (3)
Radoslav Procházka (5)
Robert Fico (50)

### První kolo
Oficiální výsledky prvního kola voleb:
| Pořadí | Kandidát            | Nominant             | Počet hlasů | Počet hlasů v % | Počet vítězných obvodů |
| ------ | ------------------- | -------------------- | ----------- | --------------- | ---------------------- |
| 1.     | Robert Fico         | SMER-SD              | 531 919     | 28,00           | 30                     |
| 2.     | Andrej Kiska        | nezávislý            | 455 996     | 24,00           | 12                     |
| 3.     | Radoslav Procházka  | nezávislý            | 403 548     | 21,24           | 3                      |
| 4.     | Milan Kňažko        | nezávislý            | 244 401     | 12,86           | 1                      |
| 5.     | Gyula Bárdos        | SMK-MKP              | 97 035      | 5,10            | 4                      |
| 6.     | Pavol Hrušovský     | KDH–MOST-HÍD–SDKÚ-DS | 63 298      | 3,33            |                        |
| 7.     | Helena Mezenská     | nezávislá (OĽaNO)    | 45 180      | 2,37            |                        |
| 8.     | Ján Jurišta         | KSS                  | 12 209      | 0,64            |                        |
| 9.     | Ján Čarnogurský     | nezávislý            | 12 207      | 0,64            |                        |
| 10.    | Viliam Fischer      | nezávislý            | 9 514       | 0,50            |                        |
| 11.    | Jozef Behýl         | nezávislý            | 9 126       | 0,48            |                        |
| 12.    | Milan Melník        | nezávislý            | 7 678       | 0,40            |                        |
| 13.    | Jozef Šimko         | SMS                  | 4 674       | 0,24            |                        |
| 14.    | Stanislav Martinčko | KoS                  | 2 547       | 0,13            |                        |
|        | Celkem              |                      | 1 899 332   | 100,00          | 49                     |

### Druhé kolo

Výsledky druhého kola podle krajů:
Andrej Kiska (7)
Robert Fico (1)

Výsledky druhého kola podle okresů:
Andrej Kiska (51)
Robert Fico (28)

Výsledky druhého kola voleb:
| Pořadí   | Kandidát (strana)        | Počet hlasů | Počet hlasů v % | Počet vítězných obvodů |
| -------- | ------------------------ | ----------- | --------------- | ---------------------- |
| Vítěz    | Andrej Kiska (nezávislý) | 1 307 065   | 59,38           | 36                     |
| Poražený | Robert Fico (SMER-SD)    | 893 841     | 40,61           | 13                     |
|          | Celkem                   | 2 200 906   | 100,00          | 49                     |